# Útica
Útica är en kommun i Colombia.   Den ligger i departementet Cundinamarca, i den centrala delen av landet, 80 km nordväst om huvudstaden Bogotá. Antalet invånare är 4 941.